# Hanns Grössel
Hanns Grössel (* 18. April 1932 in Leipzig; † 1. August 2012 in Köln) war ein deutscher Übersetzer und Rundfunkredakteur beim Westdeutschen Rundfunk (WDR).

## Leben
Hanns Grössel zog 1939 nach Kopenhagen, als sein Vater als Lehrer an die Deutsche Schule St. Petri Kopenhagen versetzt wurde, wuchs dort bis 1947 auf und lernte von den Nachbarskindern und an der zweisprachigen Sankt-Petri-Schule Dänisch. Nach dem Krieg war er interniert. Nachdem er 1952 in Lüneburg die Reifeprüfung abgelegt hatte, studierte er Germanistik, Romanistik und Philosophie an den Universitäten in Göttingen und Paris. 1960 wurde er an der Georg-August-Universität Göttingen mit einer Arbeit über Clemens Brentano zum Doktor der Philosophie promoviert. Von 1960 bis 1966 war er als Verlagslektor bei Rowohlt tätig und anschließend bis 1997 als Redakteur und Literaturkritiker beim Westdeutschen Rundfunk Köln. Grössel lebte als Übersetzer und Literaturkritiker in Köln. Er hat sämtliche Gedichte des schwedischen Literaturnobelpreisträgers von 2011, Tomas Tranströmer, ins Deutsche übertragen. 
Er übersetzte seit den 1960er Jahren erzählende und lyrische Werke aus dem Französischen, Dänischen und Schwedischen ins Deutsche. Er war Mitglied des PEN-Zentrums Deutschland und seit 2010 der Deutschen Akademie für Sprache und Dichtung in Darmstadt. 
Grössel starb im Alter von 80 Jahren in Köln.

## Auszeichnungen (Auswahl)
- 1976: Johann-Heinrich-Voß-Preis für Übersetzung der Deutschen Akademie für Sprache und Dichtung
- 1991: Übersetzerpreis „Natur och Kultur“ der Schwedischen Akademie
- 1993: Petrarca-Übersetzerpreis
- 1995: Preis der Stadt Münster für Europäische Poesie
- 1996: Alfred-Kerr-Preis
- 2002 bis 2004: Hieronymusring des Verbands deutschsprachiger Übersetzer literarischer und wissenschaftlicher Werke, den er als Wanderpreis weiterreichte an Elisabeth Edl
- 2007: Paul Scheerbart-Preis
- 2010: Europäischer Übersetzerpreis Offenburg

## Werke
- Brentanos Drama „Aloys und Imelde“, Göttingen 1959
- Auf der richtigen Seite stehen, Frankfurt am Main [u. a.] 1981

### Herausgeberschaft
- Raymond Roussel, München 1977
- Anthologie der dänischen Literatur, Kopenhagen 1978 (herausgegeben zusammen mit Frederik J. Billeskov Jansen)
- Georges Simenon: Die Pfeife Kleopatras, Zürich 1984
- Georges Simenon: Zahltag in einer Bank, Zürich 1984
- Maria van Rysselberghe: Das Tagebuch der kleinen Dame, München
  - 1918–1934, 1984
  - 1934–1951, 1986
- Georg Brandes: Der Wahrheitshaß, Berlin 2007

### Übersetzungen
- Peter Adolphsen: Brummstein, München [u. a.] 2005
- Peter Adolphsen: Das Herz des Urpferds, München 2008
- Jacques Berg: Herbst in der Provence, Zürich [u. a.] 1980
- Cecil Bødker: Der Widder, Einsiedeln 1966
- Cecil Bødker: Zustand Harley, Frankfurt a. M. 1969
- Jean Cau: Das Erbarmen Gottes, München 1962
- Inger Christensen: Alfabet, Münster 1988
- Inger Christensen: Azorno, Frankfurt am Main 1972
- Inger Christensen: Brev i april, Münster 1990
- Inger Christensen: Ein chemisches Gedicht zu Ehren der Erde, Salzburg [u. a.] 1997
- Inger Christensen: Det, Münster 2002
- Inger Christensen: Gedicht vom Tod, Münster 1991
- Inger Christensen: Der Geheimniszustand und das „Gedicht vom Tod“, München [u. a.] 1999
- Inger Christensen: Das gemalte Zimmer, Münster 1989
- Inger Christensen: Graes, Münster 2010
- Inger Christensen: Lys, Münster 2008
- Inger Christensen: Massenhaft Schnee für die darbenden Schafe, Wien 2002
- Inger Christensen: Das Schmetterlingstal, Frankfurt am Main 1998
- Inger Christensen: Teil des Labyrinths, Münster 1993
- Dänische Erzähler der Gegenwart, Stuttgart 1970
- Petru Dumitriu: Treffpunkt Jüngstes Gericht, Frankfurt a. M. [u. a.] 1962
- Sten Forshufvud: Mord an Napoleon?, Düsseldorf [u. a.] 1962 (übersetzt zusammen mit Margarete Bormann)
- Ulrikka S. Gernes: Wo Schmetterlinge überwintern können, Berlin 2009
- Roger Gouze: Venus im Weinberg, München 1962
- Marcel Griaule: Masken der Dogon, Frankfurt am Main [u. a.] 1980
- Lars Gustafsson: Utopien, München 1970 (übersetzt zusammen mit Hans Magnus Enzensberger)
- José María de Heredia: Der Mensch lauscht ungerührt, Pforzheim 1983
- Sven Holm: Termush, Atlantik-Küste, Frankfurt a. M. 1970
- Søren Kierkegaard: Der Augenblick, Nördlingen 1988
- Paul Léautaud: Literarisches Tagebuch 1893–1956, Reinbek b. Hamburg 1966
- Harry Mathews: Roussel und Venedig, Berlin 1991
- Leif Panduro: Echsentage, Neuwied [u. a.] 1964
- Leif Panduro: Fern aus Dänemark, Frankfurt am Main 1972
- André Pieyre de Mandiargues: Die Monstren von Bomarzo, Reinbek b. Hamburg 1969
- André Pieyre de Mandiargues: Das Motorrad, Reinbek b. Hamburg 1965
- Lucien Rebatet: Weder Gott noch Teufel, München [u. a.] 1964
- Klaus Rifbjerg: Der schnelle Tag ist hin, Würzburg [u. a.] 1962
- Raymond Roussel: In Havanna. Als Kanevas gedachte Dokumente, Frankfurt am Main 1982
- Raymond Roussel: Nouvelles impressions d’Afrique, München 1980
- Jean-Paul Sartre: Paris unter der Besatzung, Reinbek bei Hamburg 1980
- Staffan Seeberg: Der Lungenfisch, Frankfurt am Main 1973
- Georges Simenon: Der Bürgermeister von Furnes, Zürich 1984
- Georges Simenon: Die Witwe Couderc, Zürich 1982
- Villy Sørensen: Apolls Aufruhr, München 1991
- Villy Sørensen: Vormundserzählungen, Frankfurt a. M. 1968
- Jørgen Sonne: Gedichte, Heidelberg 1996
- Tomas Tranströmer: Einunddreißig Gedichte, Stade 2002
- Tomas Tranströmer: Die Erinnerungen sehen mich, München [u. a.] 1999
  - als Hörbuch, gelesen von Michael Krüger, Hörbuch Verlag, Hamburg 2011, 2 CD, 109 min. ISBN 978-3-89903-370-0.
- Tomas Tranströmer: Für Lebende und Tote, München [u. a.] 1993
- Tomas Tranströmer: Gedichte, München [u. a.] 1981
- Tomas Tranströmer: Das große Rätsel, München [u. a.] 2005
- Tomas Tranströmer: Der Mond und die Eiszeit, München [u. a.] 1992
- Tomas Tranströmer: Sämtliche Gedichte, München [u. a.] 1997
- Tomas Tranströmer: Schmetterlingsmuseum, Leipzig 1992
- Tomas Tranströmer: Der wilde Marktplatz, München [u. a.] 1985
- Leonora Christina Ulfeldt: Jammers Minde, München 1968
- Poul Vad: Islandreise, München [u. a.] 1998
- Boris Vian: Die kapieren nicht, Frankfurt am Main 1980